# Silveira Sampaio
José Silveira Sampaio (Rio de Janeiro, 8 de junho de 1914 — Rio de Janeiro, 24 de novembro de 1964) foi um autor (de crônicas, peças de teatro, roteirista) médico, ator, diretor (de teatro e cinema), produtor, jornalista e empresário brasileiro. Homem de teatro, criador de um estilo cômico intrinsecamente ligado à cultura carioca dos anos 50 e 60.
Formou-se em Medicina (pediatria) em 1935 e ainda durante a faculdade ganhou um prêmio pela autoria de uma peça de teatro. Uma década depois Sampaio retoma o teatro e encontra sucesso logo no início, em 1947. Decide abandonar a medicina e então dedica-se intensamente por quase uma década ao seu próprio teatro, à produções de filmes e peças. Em meados dos anos 50 envolve-se com a recém surgida televisão brasileira e foi importante pioneiro do gênero talk show, programas de entrevistas e sátiras políticas. Praticamente tudo o que fazia era sucesso de público e crítica. Seu maior legado é o estilo cômico inovador na sátira de costumes e da vida política (do Brasil e do mundo) da época.

## Anos 30 - início de carreira
No segundo ano do curso de Medicina vence o Concurso de Novos Autores, promovido pelo Jornal do Brasil, com a sátira Futebol em Família, texto escrito em parceria com Arnaldo Faro, encenado no Teatro São José em 1931.
Totalmente dedicado à medicina, Sampaio concluiu a faculdade em 1935, fez mestrado em Puericultura e clinicou no Hospital São Zacarias em Copacabana, antes de voltar a se envolver com teatro novamente.
Usou o pseudônimo Sam no Diário Carioca, em 1934.

## Anos 40 - durante a guerra
Entre 1945 e 1947, Sampaio flerta com o cinema. Em 1947, funda o grupo amador Os Cineastas e escreve, dirige e produz o filme Uma Aventura aos 40. Filma também As Sete Noivas do Barba Azul, que permanece inacabado.
Sampaio porém trabalhava intensamente como médico durante a Segunda Guerra Mundial e acabou contraindo tuberculose. O longo repouso forçado rendeu-lhe tempo para escrever "A Inconveniência de Ser Esposa", peça que, em 1948, se tornou seu primeiro sucesso.
A forma como Silveira Sampaio se torna, além de autor, também diretor e protagonista do espetáculo constitui um episódio inesperado: durante um ensaio na Companhia Aimée, sua interferência com o intuito de orientar a interpretação do ator é mal recebida por este e pelo diretor do espetáculo e os dois abandonam a montagem. Na substituição de ambos, o autor revela sua vocação para o teatro.
O autor, transformado em ator e diretor, decide deixar a medicina, assume em seguida a função de empresário e decide ocupar e gerir o Teatro de Bolso (pequena sala de espetáculos que na época ficava na Praça General Osório, em Ipanema, e mais tarde se transferiria para o Leme, bairro vizinho, também localizado na zona sul carioca para encenar seus textos. Desenvolve ali um estilo peculiar de comédia, que o crítico Yan Michalski, no livro "Ziembinski e o Teatro Brasileiro", descreve como "um tipo de comédia sofisticada inconfundivelmente carioca" e observa, sobre a estreia, no mesmo teatro, das primeiras encenações do diretor polonês no Rio de Janeiro: "A marca registrada que Silveira Sampaio imprimiu àquela sala era tão forte, que seria impensável Ziembinski produzir ali qualquer repertório que fugisse ao gênero comédia. Ainda que as duas produções desse gênero que ali lançaria fossem radicalmente diferentes do tipo de comédia criado por Sampaio, e que só este, com sua peculiar personalidade, sabia cultivar".
Conta Evelyn Lima em seu "O espaço da farsa: vida e obra de Silveira Sampaio", que aqueles foram 7 anos intensos onde foram encenadas suas peças "curtas e hilariantes, os “Flagrantes do Rio 1 e 2”, três atos cada uma, seis peças ao todo. Houve apenas um fracasso no Rio, "Entre os Bichos de Boa Vontade", provocado em boa parte pela mutilação da censura. Tratava-se de um mundo animal, cujas questões políticas eram analisadas por um papagaio-repórter do Brasil, vivido por Silveira Sampaio. Ele voava pelo palco, num balanço, vestido num fraque de papagaio do alfaiate Almeida Rabelo, enquanto tecia comentários sobre a posição do urso (União Soviética), dos cordeirinhos (os países do leste europeu), da pomba (ONU). Os cortes deixaram o texto incompreensível e na mesma noite de estreia Silveira Sampaio publicou a “morte” da peça nas colunas fúnebres de todos os jornais."

## Anos 50 - o auge
Em 1949, recebe a Medalha de Ouro da Associação Brasileira de Críticos Teatrais, ABCT, pela direção de Um Deus Dormiu Lá em Casa, de Guilherme Figueiredo.
Em 1953, sai do Teatro de Bolso e passa a ocupar o Teatro Serrador, onde estréia um novo texto, O Diabo em Quatro Corpos, com Mara Rúbia no elenco. Depois de uma experiência no teatro musicado, a convite de Carlos Machado, Sampaio se estabelece em uma pequena boate do Hotel Glória, onde cria No País dos Cadillacs, 1956.
Na televisão, usa seu estilo crítico para trabalhar como comentarista político. Ainda segundo Evelyn Lima, "fazia dois programas, o primeiro talk show da história da TV, o SS Show, e o Bate-papo com Silveira Sampaio, no qual ele, sozinho, diante de um telefone, mantinha conversas de cunho cômico com os políticos da época. O programa terminava com o antológico “Carlos, meu filho, não faça isso…”, cada vez com uma nova e jocosa referência aos atos do então governador Carlos Lacerda. O sucesso de Carlos, meu filho…, esperado ansiosamente pelo público da cidade, irritou o governador e ex-colega de faculdade de Silveira Sampaio. Um certo dia, quando ele chegou certo dia para trabalhar, o estúdio estava ocupado pela polícia. O Bate-Papo foi então acolhido sem censura pela TV Record, em São Paulo. Lá, o apresentador passou também a escrever colunas de comentários políticos, no jornal Folha de S.Paulo."

## Anos 60 - auge continua
Sampaio passa a colaborar mais frequentemente com o cinema, além de continuar atuando na televisão e escrevendo para jornais.
Logo depois de sua morte, em 1964, sua peça mais recente, Da Necessidade de Ser Polígamo, estréia em Nova York, traduzida para o inglês por Roberto Campos, então Ministro do Planejamento e encenada com elenco, diretor e produção americanos. Uma de suas comédias mais conhecidas é Só o Faraó Tem Alma, 1950, que teve versão para a televisão com sua metáfora bem-humorada sobre a desigualdade social.

## Sucesso de Público e Crítica
O público, aqueles ainda vivos, lembram-se dele principalmente devido à sua presença na televisão, o lembram como ótimo comunicador, excelente entrevistador, figura popular e respeitada, comentarista político inteligente, culto.
Lopes Gonçalves define seu estilo: "… o traço marcante da sua obra consiste em apresentar o aspecto grotesco dos nossos costumes, mas sem exagero algum, longe da de-formação caricatural, apenas cingido a fazer ver melhor o que há de desconexo ou contraditório no fundo lógico de ocorrências. Surgiu, assim, uma série de obras de extraordinária naturalidade dentro da sua originalidade, de agradável leveza firmada em propósitos de conduzir o espectador, ou o leitor, a observações sem esforço, sem dar por isso. E nessa linha sutil de bom humor levemente mordaz conduziu o escritor a sua maneira de atuar no palco, maciamente a envolver o público nas malhas de filósofo zombeteiro e generoso".
Segundo Evelyn Lima, "Silveira Sampaio foi realmente um autor moderno que rompeu com a tradicional comédia de costumes carioca e apontou um novo rumo para a comédia brasileira, apesar de figurar de forma isolada no contexto da época, período no qual apenas Nelson Rodrigues e Jorge Andrade foram reconhecidos como modernos. (…) Sampaio introduziu um humor diferente do até então observado no teatro brasileiro. Esse humor é fruto de uma paródia mais intensificada que caracteriza o humor moderno. Trata-se de um humor mais direto, mais franco, diferente daquele humor de origem francesa da frase espirituosa, inspirado em Georges Feydeau."

"Seu estilo, segundo Lopes Gonçalves, consistia em apresentar o aspecto grotesco ou cômico de nossos costumes, mas sem deformação caricatural. Tinha uma agradável leveza, que levava o telespectador ou leitor, ao ponto em que ele queria. Era um filósofo zombeteiro,levemente mordaz, mas generoso, ora teatral, ora frio, ora misterioso, ora entusiasmado, sempre genial, pois salientava aquilo que dava "um quê", ao que ele queria mostrar ao público."

## Cronologia da carreira e obras
1914 - Nasceu no Rio de Janeiro
1931 - Peça: "Futebol em Família", comédia satírica em 3 atos, Autor juntamente com Arnaldo Faro, ganhadora do concurso do Jornal do Brasil
1939 - Cinema: "Futebol em Família", Sonofilmes, direção de Ruy Costa
1934 - Jornal Diário Carioca, usava o pseudônimo Sam
1935 - Formou-se em Medicina
1945 - Cinema: "O Gol da Vitória", Atlântida Cinematográfica, direção de José Carlos Burle, roteiro de Silveira Sampaio, com Jorge Amaral, Cléa Barros, Grande Otelo e outros
1947 - fundou o grupo amador Os Cineastas
1947 - Cinema: "Uma Aventura aos Quarenta", Diretor, Roteirista, ator, Produção de: Silveira Sampaio Produções Cinematográficas
1948 - assume o Teatro de Bolso
1948 - Peça: "A vida imita a arte"
1948 - Peça: "A inconveniência de ser esposa", seu primeiro sucesso, a primeira peça da "Trilogia do Herói Grotesco"
1948 - Peça: "Um homem magro entra em cena"
1949 - Peça: "Da necessidade de ser polígamo", a segunda peça da "Trilogia do Herói Grotesco"
1949 - Peça: "Paz entre os bichos de boa vontade", único fracasso, provocado pela mutilação da censura
1949 - Peça: "A garçonnière de meu marido"
1949 - Premio: Recebeu a Medalha de Ouro da Associação Brasileira de Críticos Teatrais-ABTC, pela direção de "Um Deus Dormiu Lá em Casa", de Guilherme Figueiredo
1950 - Cinema: "A Inconveniência de Ser Esposa", Cine Produções Moacyr Fenelon, direção de Samuel Markenzon
1950 - Peça: "O Impacto"
1950 - Peça: "Só o Faraó tem alma"
1951 - Peça: "Flagrantes do Rio n.º 1"
1951 - Peça: "Triângulo Escaleno"
1952 - Peça: "Deu Freud Contra", sátira em três atos
1952 - Peça: "Flagrantes do Rio, n.º 2"
1952 - Consultoria médica do documentário "Puericultura"

1952 - Cinema: "Canto da Saudade", direção de Humberto Mauro, Silveira Sampaio aparece como ele mesmo
1953 - muda-se para o Teatro Serrador
boate do Hotel Glória, onde lançou:"O País dos Cadillacs"
1953 - Peça: "O Diabo em quatro corpos"
1953 - Peça: "O Cavalheiro sem Camélias"
1954 - Peça: "S. Exa. Em 26 poses"
1954 - Peça: "Reginaldo,o Costureiro", originalmente escrita em 1934
1957 - TV: SS Show, TV Rio, o primeiro talk show da história da TV brasileira
1957 - TV: Bate-papo com Silveira Sampaio, TV Rio, TV Record, no qual ele, sozinho, diante de um telefone, inventava conversas de cunho cômico com os políticos da época. O programa terminava com o antológico “Carlos, meu filho, não faça isso…”, cada vez com uma nova e jocosa referência aos atos do então governador Carlos Lacerda.
1959 - Cinema: "Quem Roubou Meu Samba?", Cinedistri, direção de José Carlos Burle e Hélio Barroso, baseado numa peça de Silveira Sampaio, comédia musical
enquanto isso… escrevia colunas de comentários políticos, no jornal Folha de S.Paulo
1961 - Documentário: "América de Noite", documentário lançado em vários países e em vários idiomas, retrato de uma época sobre o "night-life" das pessoas de diversos países das Américas, Sampaio aparece como ele mesmo
1962 - Cinema: "Copacabana Palace", Consórcio Paulista de co-produção, direção de Steno, Silveira Sampaio foi um dos 6 roteiristas, comédia romântica temperada com suspense e Bossa Nova
1964 - Falecimento, Rio de Janeiro
1964 - Peça: "Da Necessidade de Ser Polígamo" estreou em Nova York, traduzida para o inglês e com elenco, diretor e produtor americanos, e fez sucesso
1970 - Cinema: "A Arte de Amar… Bem", direção de Fernando de Barros, filme em três episódios baseados em contos e peças de Silveira Sampaio: 1º Episódio - "A Inconveniência de Ser Esposa"
2º Episódio - "A Honestidade de Mentir"
3º Episódio - "A Garçonnière de Meu Marido"

## Repórter de Outro Mundo
Em 1969, a médium Zíbia Gasparetto psicografou um livro cujo espírito autor se identificou como Silveira Sampaio. Este primeiro livro tem como título Bate papo com o Além, uma alusão ao programa de televisão "Bate papo com Silveira Sampaio". Em 1985 veio o segundo livro, O mundo em que eu vivo, em 1997 o terceiro: Pare de sofrer e 10 anos depois, em 2007 o último: O Repórter do Outro Mundo. Em todos os livros pode-se notar um tom divertido e jornalístico, condizente com o estilo de Sampaio.
A Fundação Biblioteca Nacional lista o espírito de Sampaio como autor dos livros.

## Prêmios e indicações

### Troféu Roquette Pinto
| Ano  | Categoria                 | Indicação        | Resultado |
| ---- | ------------------------- | ---------------- | --------- |
| 1963 | Melhor Comentarista de TV | Silveira Sampaio | Venceu    |